# Olympische Sommerspiele 1980/Teilnehmer (Rumänien)
| Gelbes Symbol für Goldmedaillen mit stilisierten Olympischen Ringen | Graues Symbol für Silbermedaillen mit stilisierten Olympischen Ringen | Braundes Symbol für Bronzemedaillen mit stilisierten Olympischen Ringen |
| ------------------------------------------------------------------- | --------------------------------------------------------------------- | ----------------------------------------------------------------------- |
| 6                                                                   | 6                                                                     | 13                                                                      |

Rumänien nahm an den Olympischen Sommerspielen 1980 in Moskau mit einer Delegation von 228 Athleten teil. Fahnenträger bei der Eröffnungsfeier war der Ringer Vasile Andrei. Die erfolgreichste Sportlerin war die Turnerin Nadia Comăneci mit vier Medaillen.

## Teilnehmer nach Sportarten

### Bogenschießen
- Andrei Berki
- Mihai Bîrzu
- Aurora Chin
- Terezia Preda

### Boxen
- Dumitru Cipere, Bronze
- Valentin Silaghi, Bronze
- Ionel Budușan
- Titi Cercel
- Simion Cuțov
- Georgică Donici
- Florin Livadaru
- Teodor Pîrjol
- Daniel Radu
- Dumitru Șchiopu
- Marcel Sîrba

### Fechten
- Suzana Ardeleanu
- Costică Bărăgan
- Aurora Dan
- Petru Kuki
- Corneliu Marin
- Marcela Moldovan-Zsak
- Marin Mustață
- Alexandru Nilca
- Ion Pantelimonescu
- Tudor Petruș
- Anton Pongratz
- Ioan Pop
- Ioan Popa
- Sorin Roca
- Ecaterina Stahl-Iencic
- Mihai Țiu
- Viorica Țurcanu
- Octavian Zidaru

### Gewichtheben
- Constantin Chiru
- Dragomir Cioroslan
- Virgil Dociu
- Petre Dumitru
- Vasile Groapă
- Gheorghe Maftei
- Marin Parapancea
- Petre Pavel
- Gelu Radu
- Ștefan Tașnadi

### Handball
- Ștefan Birtalan, Bronze
- Iosif Boroș, Bronze
- Adrian Cosma, Bronze
- Cezar Drăgăniță, Bronze
- Marian Dumitru, Bronze
- Cornel Durău, Bronze
- Alexandru Fölker, Bronze
- Claudiu Ionescu, Bronze
- Nicolae Munteanu, Bronze
- Vasile Stîngă, Bronze
- Lucian Vasilache, Bronze
- Neculai Vasilcă, Bronze
- Radu Voina, Bronze
- Maricel Voinea, Bronze

### Judo
- Mihai Cioc
- Pavel Drăgoi
- Mircea Frățică
- Constantin Niculae
- Daniel Radu
- Cornel Roman
- Arpad Szabo
- Mihalache Toma

### Kanu
- Ivan Patzaichin, Gold , Silber
- Toma Simionov, Gold
- Vasile Dîba, Silber , Bronze
- Petre Capusta, Silber
- Nicușor Eșanu, Silber
- Ion Geantă, Silber
- Mihai Zafiu, Silber
- Ion Bîrlădeanu, Bronze
- Elisabeta Băbeanu
- Alexandru Giura
- Agafia Constantin
- Maria Ștefan
- Nicolae Țicu
- Lipat Varabiev

### Leichtathletik
- Doina Beșliu
- Vasile Bichea
- Paul Copu
- Ilie Floroiu
- Ibolya Korodi
- Niculina Lazarciuc
- Nicoleta Lia
- Fița Lovin
- Natalia Mărășescu
- Sorin Matei
- Iosif Naghi
- Cornelia Popa
- Adrian Proteasa
- Maricica Puică
- Maria Samungi
- Ileana Silai
- Florența Țacu
- Elena Tărîță
- Horia Toboc
- Nicolae Voicu
- Ileana Zörgö-Raduly

### Moderner Fünfkampf
- Gyula Galovici
- Cezar Răducanu
- Dumitru Spîrlea

### Radsport
- Mircea Romașcanu
- Teodor Vasile

### Reiten
- Anghelache Donescu, Bronze
- Petre Roșca, Bronze
- Dumitru Velicu, Bronze
- Alexandru Bozan
- Ioan Popa
- Dania Popescu
- Dumitru Velea

### Ringen
- Ștefan Rusu, Gold
- Constantin Alexandru, Silber
- Vasile Andrei, Bronze
- Petre Dicu, Bronze
- Mihai Boțilă
- Petre Ciarnău
- Roman Codreanu
- Ion Draica
- Octavian Dușa
- Nicu Gingă
- Andrei Ianko
- Ion Ivanov
- Gheorghe Minea
- Aurel Neagu
- Ion Păun
- Marin Pîrcălabu
- Vasile Pușcașu
- Gheorghe Rașovan
- Aurel Șuteu
- Vasile Țigănaș

### Rudern
- Sanda Toma, Gold
- Angelica Aposteanu, Bronze
- Rodica Arba, Bronze
- Elena Bondar, Bronze
- Florica Bucur, Bronze
- Maria Constantinescu, Bronze
- Elena Dobrițoiu, Bronze
- Rodica Frîntu, Bronze
- Olga Homeghi, Bronze
- Ana Iliuță, Bronze
- Marlena Zagoni, Bronze
- Valeria Roșca, Bronze
- Gabriel Bularda
- Valeria Cătescu
- Petre Ceapura
- Sofia Banovici
- Elena Giurcă
- Carolică Ilieș
- Petru Iosub
- Ladislau Lovrenschi
- Aneta Matei
- Maria Moșneagu
- Aneta Mihaly
- Georgeta Militaru-Mașca
- Elena Oprea
- Florica Dospinescu
- Constantin Postoiu
- Florica Silaghi
- Nicolae Simion
- Maria Tănasă
- Valer Toma
- Daniel Voiculescu
- Mariana Zaharia

### Schießen
- Corneliu Ion, Gold
- Mircea Ilca
- Dan Iuga
- Marin Stan
- Ioan Toman

### Schwimmen
- Carmen Bunaciu
- Mihai Mandache
- Irinel Pănulescu
- Mariana Paraschiv
- Brigitte Prass

### Segeln
- Adrian Arendt
- Mihai Butucaru
- Mircea Carp
- Andrei Chiliman
- Cătălin Luchian

### Turnen
- Nadia Comăneci, 2 × Gold , 2 × Silber
- Emilia Eberle, 2 × Silber
- Melitta Rühn, Silber , 2 × Bronze
- Rodica Dunca, Silber
- Cristina Grigoraș, Silber
- Dumitrița Turner, Silber
- Romulus Bucuroiu
- Sorin Cepoi
- Aurelian Georgescu
- Dan Grecu
- Nicolae Oprescu
- Kurt Szilier

### Volleyball
- Corneliu Chifu, Bronze
- Marius Chițiga, Bronze
- Laurențiu Dumănoiu, Bronze
- Günther Enescu, Bronze
- Dan Gîrleanu, Bronze
- Sorin Macavei, Bronze
- Cornel Oros, Bronze
- Nicolae Pop, Bronze
- Constantin Sterea, Bronze
- Nicu Stoian, Bronze
- Victoria Banciu
- Gabriela Coman
- Corina Crivăț
- Ileana Dobrovschi
- Iuliana Enescu
- Corina Georgescu
- Victoria Georgescu
- Mariana Ionescu
- Ioana Liteanu
- Irina Petculeț
- Elena Piron
- Doina Săvoiu

### Wasserball
- Viorel Costraș
- Adrian Nastasiu
- Dinu Popescu
- Liviu Răducanu
- Viorel Rus
- Claudiu Rusu
- Adrian Schervan
- Florin Slăvei
- Ilie Slăvei
- Doru Spînu
- Vasile Ungureanu

### Wasserspringen
- Alex Bagiu
- Liliana Cîrstea
- Ruxandra Lucia Hociotă